# Санкино (Свердловская область)
Санкино — посёлок в Алапаевском районе Свердловской области России, входящий в Махнёвское муниципальное образование. Центр Санкинской сельской администрации.
Основано во времена похода Ермака в Сибирь по реке Туре.

## География
Санкино расположено в 85 километрах (в 150 километрах по дорогам) к северо-востоку от города Алапаевска, на правом берегу реки Туры. В 1 километре от посёлка расположен узкоколейный железнодорожный мост через реку Туру. Автомобильное сообщение нерегулярно, зависит от погоды.

## Население
| 2002 | 2010 |
| ---- | ---- |
| 689  | ↘477 |

## Религия
В 1854 году была построена деревянная церковь, которая была освящена в честь Святого Николая, архиепископа Мирликийского. Церковь была закрыта в 1930 году, позднее в здании размещался дом культуры. В 2011 г. построен храм во имя Святого великомученика Трифона

## Образование
В посёлке работают средняя образовательная школа и детский сад.

## Здравоохранение
В посёлке работал фельдшерско-акушерский пункт. Сейчас он закрыт.

## Культура
Действует дом культуры.

## Транспорт
В посёлке располагается железнодорожная станция Санкино Алапаевской узкоколейной железной дороги (ветка Алапаевск — Санкино — Калач), поезда курсируют 4 раза в неделю. В посёлке действует депо АУЖД.